# Balogh Eleonóra
Balogh Eleonóra (Gyöngyös, 1960. november 7. –) Ferenczy Noémi-díjas üvegművész, designer, restaurátor, műemléki restaurátor szakértő. Főleg az építészeti üvegművészet területén alkot. Nagykovácsin dolgozik és Budapesten él.

## Életpályája
1982 és 1987 között a Magyar Iparművészeti Főiskola hallgatója volt. 1989-ben szerzett mesterdiplomát, mesterei Bohus Zoltán és Horváth Márton voltak. A diploma megszerzése után fél éven át a Salgótarjáni Síküveggyár tervezője volt, azóta önálló művész, saját vállalkozásában dolgozik.

## Tagságok
- Magyar Üvegművészek Társasága
- Magyar Képző és Iparművészek Szövetsége – Üveg szakosztályi titkár
- MMA Köztestületi Tagság
- Magyar Alkotóművészek Országos Egyesülete
- Agóra Művészeti Csoport

## Társadalmi szerepvállalás
- Magyar Alkotóművészeti Közalapítvány
- 1988-tól a Fiatal Iparművészek Stúdiója Egyesület (FISE)
- 1989-től a Magyar Alkotóművészek Országos Egyesülete (MAOE)
- 1993-tól a Magyar Képzőművészek és Iparművészek Szövetsége (MKISZ) tagozati titkár
- 1995-től a szentendrei Péter-Pál Galéria
- 1996-tól a Magyar Üvegművészeti Társaság
- 2000-től a budapesti Üvegpiramis Galéria tagja
- 2002-től pedig a MAOE Iparművészeti Tagozat üveges titkára
- 2022 Az "Üveg Nemzetközi Éve" szervezőbizottsági tag a Szilikátipari Tudományos Egyesület felkérésére

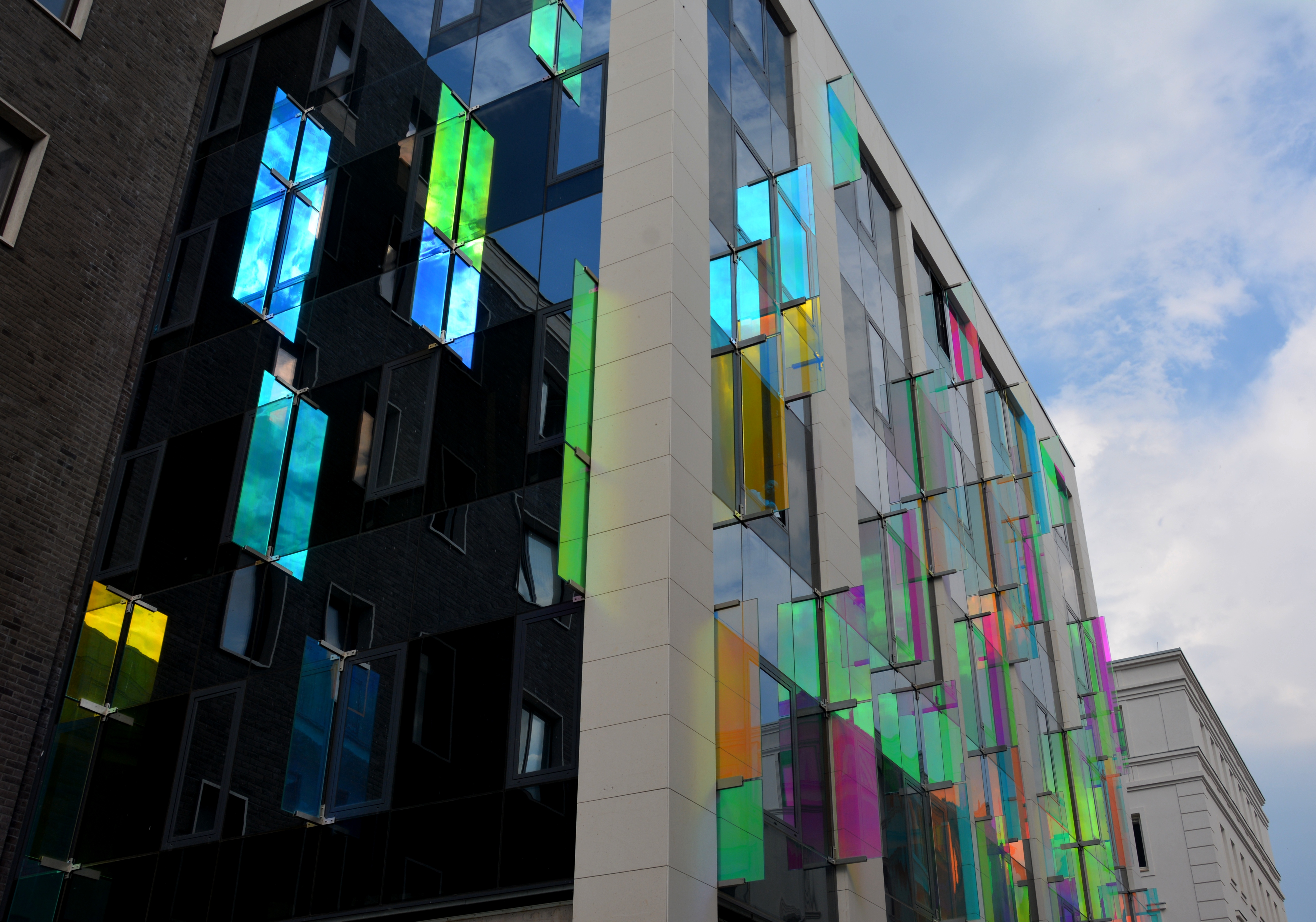

## Díjak, ösztöndíjak
- 1988 IV. Országos Szilikátipari Formatervezési Triennálé, különdíj, Kecskemét
- 1990 FIS-ösztöndíj
- 2000 Nemzeti Kulturális Örökség Minisztériuma, Millenniumi köztéri pályázat, megvalósítási díj
- 2006 Ferenczy Noémi-díj
- 2019 Magyar Művészeti Akadémia - Iparművészeti és Tervezőművészeti Tagozat - Szakmai Különdíj
- 2019 Az Év Alkotója - Trafik Kör
- 2022 RED DOT díj - Brands and Communication - Társalkotók: Mitter Viola, Mitter Imre

Csoportos Europa Nostra-díj – üvegrestaurátori és üvegművészeti együttműködés kapcsán:
- 2004 Református templom, Gyügye
- 2007 New York-palota – Budapest,

## Munkák közgyűjteményben, magángyűjteményben
- Magyar Iparművészeti Múzeum, Budapest
- HUNGARIKONOK, Budapest

## Fontosabb egyéni kiállítások
- 1993 Iparművészeti Múzeum - Műhelysarok
- 1994 Kasteel Groeneveld - Amersfoort
- 1994 Cultureel Centrum - Leerdam
- 1995 Schmuck und Glas - Deisgn Center - Linz
- 1997 Ambiente - Frankfurt
- 1999 BNP Paribas Bank - Budapest
- 2002 Városi Galéria - Gyöngyös
- 2007 Rippl-Rónai Múzeum - Kaposvár
- 2008 Bernáth Aurél Galéria - Marcali
- 2014 Trafik Kör Kortárs Művészeti Egyesület

## Kurátori munka
- 2022. Műcsarnok - II. Ipar és Tervezőművészeti Szalon Kiállítás - "2022. Üveg Nemzetközi Éve" történeti és kortárs üvegművészeti kollekció összeállítása

## Fontosabb csoportos kiállítások
- 1988 IV. Országos Szilikátipari Triennálé - Kecskemét
- 1990 I. Tihanyi Üvegtriennálé - Tihany
- 1994 Monza Mia - Monza
- 1995 Arte Fiera - Bologna
- 1995 Paradoxon-Üveg-Művészet - Iparművészeti Múzeum Budapest
- 2001 Ipar-Művészet - Műcsarnok - Budapest
- 2002 Az Üveg jelentése - Iparművészeti Múzeum - Budapest
- 2003 Párhuzamok és kontrasztok - Collegium Hungaricum - Bécs
- 2003 Üveg-Tér-Kép - Monostori Erőd - Komárom
- 2004 Üveg - Kortárs Galéria - Tatabánya
- 2005 Kódok - Árkád Galéria – Budapest
- 2005 Kerámia és üveg a kortárs építészetben - Laczkó Dezső Múzeum – Veszprém
- 2007 Klostergalerie - Zehdenick
- 2007 Zeit Genosse - Magyar Köztársaság Követsége - Berlin
- 2010 Burkolat és fény az építészetben—Budapest - szakmai szimpózium és előadás
- 2012 Történeti Épületek és Környezetük Felújítása - Budapest - Kiállítás és Konferencia, valamint előadás
- 2015 Műteremlátogatás – Magyar Képző és Iparművészek Szövetsége – Budapest
- 2015 Transzparencia – Kortárs Magyar üvegművészet – Brüsszel, Balassi Intézet – MKISZ
- 2017 Magyar Üvegművészeti Társaság kiállítása – Szent István Bazilika Kupolaterme
- 2017 Iparművészet a belsőépítészetben – Magyar Belsőépítész Egyesület – Budapest
- 2017 Iparművészet a belsőépítészetben – Vigadó Galéria - MABE – MMA
- 2018 Úton – Agóra csoport kiállítása – Dabas
- 2018 Üveghíd – Magyar Üvegművészek kiállítása – Ágnes Galéria - Kiskőrös
- 2019 Kortárs Magyar Üvegművészet -Gaál Imre Galéria – Budapest
- 2019 GlasSpring - Kortárs Magyar Üvegművészet – Tér-Kép Galéria Budapest
- 2019 Magyar Művészeti Akadémia – Mestermunkák – Vigadó Galéria - Budapest
- 2019 Iparművészet a belsőépítészetben - Vigadó Galéria - Budapest
- 2019. Magyar Iparművészek Izraelben - Tel Aviv - Izraeli Magyar Napok - MMA
- 2020. Die Rückkehr -Glasmuseum, Frauenau
- 2020. GlasSpring - Kortárs Magyar Üvegművészet - Tér-Kép Galéria Budapest
- 2022. GlasSpring -Kortárs Magyar Üvegművészet - Klebersberg Kultúrkúria Budapest
- 2022. Hódolat az üvegnek - Kortárs Magyar Üvegművészet - De LaMotte Beer Palota, Budai Vár
- 2022. Kortárs Magyar Üvegkiállítás - Ispita - Győr
- 2022. Art Market - Kiskép Galéria - Budapest
- 2022. Kortárs Magyar Üvegkiállítás - Bazilika Lovagterem - Budapest

## Fontosabb köztéri kortárs tervezési munkák
- MBV Rt. székház lépcsőházi üvegei - Budapest, Andrássy út – 1997 – építész: Szekér Ferenc
- Eximbank székház lépcsőházi üvegei - Budapest, Andrássy út – 1997 – építész: Ruzsinszky István
- Bajza Gimnázium millenniumi üvegablak – Hatvan – 2000
- Salgó-Sík Kft. térelválasztó üvegfal – Salgótarján – 1998
- Székesfehérvári Szent Anna-kápolna ablakai – 2000
- Marylin cukrászda térelválasztó fal – Göd – 2004 – építész: Vystup József
- Kijevi Sas Radisson Hotel lobby üvegei – 2005 – építész: Christian Lundwall
- New York-palota – vesztibül felülvilágító – 2006. – építész: Kaló Judit
- Gresham-palota - Four Seasons Hotel térelválasztó falai és pult üvegei – Budapest – 2006 – építész: Fiona Thompson
- MÜPA panorámalift üvegbetétei – Budapest – 2006 – építész: Zoboki Gábor
- Hotel President üvegfalai és bárpultja – Budapest – 2010 – építész: Szabó Gábor
- SOTE Rektori Tömb – Mária Terézia alapító okirata és allegorikus alakok – 2012
- Antara Palace – üvegfalak, világítótestek és kupola – Ciprus – 2013 – építész: Karácsony Levente
- Budapesti Ügyvédi Kamara – díszterem felülvilágító mennyezetének, oldalablakainak, valamint lépcsőházi üvegeinek rekonstrukciója – kézi festett – építész: O. Ecker Judit – 2013
- Dabas-Gyón ravatalozó üvegfal – Lélekmadár – rogyasztott üvegfal – építész: Ligetvári István
- Ceglédi Járásbíróság – Justitia üvegablak – festett-aranyozott, vegyes technika – 2015
- Zselickislak - Katolikus Idősek Otthona – Kápolna-ablakok, vegyes technika – 2016 építész: ifj. Lőrincz Ferenc
- Gyóni Géza emlékmű – Dabas, református templompark – 2017
- Tópark Lakópark, Be My City – homlokzat és bejárati üveg tervezés, kivitelezés – 2017-18 – építész: Kaposvári Csaba, Papp Dávid
- Kármelira Rendház Kápolnája, Budapest - Hit, Remény, Szeretet üvegablak - tervezés,kivitelezés - építész: Kaló Judit 2016-2022
- Kármelita Rendház, Budapest - Információs rendszer üvegfelületeinek tervezése és kivitelezése - Grafikusművész: Mitter Violetta - 2020
- KOHÉZIÓ - Nemzeti Összetartozás Emlékmű - Örkény 2020
- Star Inn Hotel homlokzati üvegei - Budapest - építészet: A4 stúdió - 2021
- Tópark Lakópark B lobby üvegfala - építész: Kaposvári Csaba, Papp Dávid - 2021
- Borzaspusztai Romkápolna Apszis üvegei - Építész: Ligetvári Dorottya, Ligetvári István - 2021

## Fontosabb restaurátori és rekonstrukciós munkák
- Országos Levéltár, Budapest – bejárati címer rekonstrukció – 1990
- Velencei Biennále, magyar nemzeti pavilon üvegei – 1993 - építész: Csete György
- Kisszekeresi református templom – üvegablak rekonstrukció – 1999
- Székesfehérvári Szent Anna-kápolna – mérműves ablakszemek restaurálása Róth Miksa után - 2000
- Kecskeméti Szent Miklós-barátok temploma – Mária-ablak restaurálása – Kratzman Ede után -  Szent Miklós-ablak tervezése, kivitelezése Kratzmann szellemében – építész Szécsi Zsolt
- Gyügyei református templom – üvegablakok – rekonstrukció 2003
- Klotild-palota, Budapest – üvegfal és bevilágító mennyezet rekonstrukció 2006 – építész: Spilák Attila
- New York-palota –Boscolo Hotel-Budapest – lépcsőházi üvegablak-restaurálás Waltherr Gida után és vesztibül felülvilágító rekonstrukció – 2006
- Tiszadobi Andrássy Kastély Rippl-féle üvegeinek rekonstrukciója és a meglévő üvegek restaurálása – 2011 - – építész: Zoboki Gábor, Pataki Dóra
- Siklósi vár – kápolna üvegeinek restaurálása Kopp Ferenc után, valamint a reneszánsz zárterkély üveg rekonstrukciója – 2010-11.
- Nyíregyházi Nyírvíz-palota – festett, ólmozott üvegek restaurálása Róth Miksa után – építész: Gibáné Guthy Judit – 2010-11.
- Klotild Palota , Budapest – festett ólmozott üvegablak rekonstrukció Róth Miksa terve alapján – 2011
- Törökbálinti Walla kripta, Róth-síremlék – festett ólmozott üvegablakok restaurálása - 2012
- Kaposvári Rippl-Rónai Múzeum – Andrássy-ebédlő - rekonstrukció - festett, ólmozott üvegablakok és mennyezet - építész: L. Balogh Krisztina - 2013.
- Budapesti Ügyvédi Kamara - díszterem felülvilágító mennyezetének, oldalablakainak, valamint lépcsőházi üvegeinek újratervezett rekonstrukciója - építész: O. Ecker Judit - 2013.
- Megmaradás Temploma – Nagygéc – üvegablak rekonstrukció- 2015.
- Kaposvári Városháza - festett, ólmozott díszüvegeinek restaurálása és rekonstrukciója - építész: L. Balogh Krisztina - 2014-2015
- Kármelhegyi Boldogasszony ablakegyüttes – Budapest, Huba utcai karmelita templom – 2015– 2018 - restaurálás és rekonstrukció – építész: Kaló Judit - folyamatban
- Gácsi kastély címeres ablakai – tervezés és kivitelezés barokk stílusban – IMET – 2015-2016
- Kaposvári Nagyboldogasszony Székesegyház üvegeinek restaurálása / Kratzmann Ede / - Építész: Mohay Gábor - 2020-2021
- Képzőművészeti Egyetem Rektori folyosó, aula és lépcsőházi felülvilágító üvegeinek restaurálása / Róth Zsigmond / - Építész: Kokas László - 2021
- Mária mozaik restaurálása - Dr Balázs Miklós habil mozaikművésszel közösen - Márianosztra - 2021
- Magyar Nemzeti Bank történeti üvegeinek bontása - 2022
- Neobarokk és klasszicista villafelújítások üvegmunkái – budai vár, Érmelléki u., Apostol u., Tömős u., Budajenő – templomvölgy

## Építészeti üveg - restaurátori tervek
- Nagytemplom Kecskemét  – 2004
- Szivárvány Kultúrpalota – Kaposvár - 2010
- Szegedi Dóm - 2014
- Párizsi udvar – Budapest - 2016
- Drechsler Palota – Budapest - 2017
- Iparművészeti Múzeum – Budapest - 2018
- Magyar Képzőművészeti Egyetem - Budapest - 2019
- Kasselik-Ház - Budapest - 2019
- Magyar Nemzeti Bank - 2020

## Szimpozionok, előadások
- 2003 - "Kerámia és üveg a kortárs építészetben" kiállítás és konferencia - Előadás: "Feladatok és megoldások üveges szemmel" - Laczkó Dezső Múzeum - Veszprém
- 2011 - "Burkolat és fény az építészetben" konferencia - Előadás: -"Az üveg szerepe a belsőépítészetben - a fény funkcionalitása a középület építésben" - Design Malom - Budapest
- 2012 - "Történeti épületek és környezetük felújítása" konferencia - Előadás: " Építészeti üvegek restaurálása, rekonstrukciója, valamint a kortárs üvegművészet megközelítési lehetőségei műemlék épületeken" - Budapest, SYMA Csarnok
- 2014 - "Megszépítette a világot" - Művészeti konferencia Rippl-Rónai József iparművészeti munkásságáról - Előadás: "Az üvegablak és a "plafond" rekonstrukciója az Andrássy ebédlőben"
- 2020 - "Az üvegművészet megújulása a kortárs építészetben" előadás a Tér-Kép Galériában, a GlasSpring kortárs üvegkiállítás programjaként
- 2020 - "Magyar Üvegművészet nemzetközi kitekintésben" előadás az Ybl Budai Kreatív Ház, Genesis című Kiállításának programjaként

## Szakkönyv, publikáció
- Üvegművészet az építészetben - kézikönyv -  2010 - szakmai lektorálás valamint a történeti és a kortárs magyar építészeti üvegben alkotó művészek bemutatása – Balogh Eleonóra
- Múzeumcafé – 36. szám – Rippl-Rónai József üvegmunkáinak rekonstrukciója Tiszadobon – Balogh Eleonóra 2013
- Premier magazin - 2019. - Az Üvegablak
- Premier Magazin - 2020 - Áldás, Urbi Et Orbi - In memoriam Juan Gyenes
- "A Fény Követei" - katalógus előszó  az Ybl Budai Kreatív Ház Genesis kiállításához - 2020

## Film
- Az üvegfestő – Róth Miksa művészete – Műtermi felvétel - Magyar média mecenatúra - 2015

## Cikkek, írások
- IV. Országos Szilikátipari Formatervezési Triennálé. Kecskemét (kat.), 1988
- Gopcsa K.-Kovalovszky M.-Benkő Cs. Gy.: I. Tihanyi Üvegtriennálé, Kortárs magyar üveg 1990. Tihanyi Múzeum Tihany (kat., bev.), 1990
- Mózessy E.S.: FIS 1991 (kat., bev.), 1991
- Csenkey É.: Műhelysarok. Design, 1993/1., 24.
- Dr. Varga V.: Kortárs magyar üvegművészet. Magyar Iparművészet, 1993/1., 46–50.
- Csortos Szabó S.: A 24 karátos lámpa. Elite Design, Elite, 1993/5., 104.
- FISE 1994 (kat.), 1994
- Lovay ZS.: Műhelysarok 1993. Magyar Iparművészet, 1994/1., 54–55.
- Dr. Varga V.: Paradoxon – Üveg – Művészet kiállítás. Iparművészeti Múzeum, Budapest (kat., bev.), 1995
- Dr. Varga V.: Paradoxon – üveg – festészet – plasztika, Iparművészeti Múzeum 1995. Balkon, 1995/10–11., 39–41.
- Péter-Pál Galéria. Szentendre (kat.), 1996
- Halasi R.: Az üveg maga a fény. Atrium, 1996/3., 134–137.
- Gulyás J.: Üveges szemmel. Tér és Rend, 1998/4., 52–53.
- Halasi R.: A tárgyiasult üveg. Atrium, 1998/5., 114–115.
- Kortárs Magyar Művészeti Lexikon, 1. kötet. Budapest, Enciklopédia Kiadó, 1999, 139.
- Gulyás J.: Régi szakmák, mai művészek. Interieur, 1999/1., 8–13.
- Lukovits J.: Magyar formatervezők-portrésorozat. Lakáskultúra, 1999/4., 98–101.
- Dr. Varga V.: Fényből szín. Álomház, 1999/4., 88–91.
- Dr. Varga V.: Ipar-művészet kiállítás. Műcsarnok, Budapest (kat., bev.), 2001
- Veress K.: Üveg az építészetben. Magyar Üvegművészeti Társaság, Pécs, 2001
- M. Kaló J.: Szent Anna-kápolna. Magyar Építőművészet, 2001/1.
- Dr. Varga V.: Tér-idő-tárgyak. Magyar Iparművészet, 2001/3., 19–23.
- Dr. Varga V.: Az üveg jelentése. Helikon Kiadó, Budapest, 2002, 162–163.
- Almer Zs.: Üveg a belsőépítészetben. Portál, 2002/4., 14–15.
- Dr. Varga V.: Üvegművészet. In A magyar iparművészet az ezredfordulón. Budapest, Magyar Művészeti Akadémia Alapítvány, 2003, 117–134.
- Bodonyi E.: Üveg –Tér – Kép. Kortárs Magyar Üvegkiállítás. Monostori Erőd, Komárom (kat., bev.), 2003
- Balogh Eleonóra üvegművész. Budapest (kat.), 2003
- Herbák Sz.: Kortalan szépség. RE Source, 2004/8., 16–17.
- Spengler K.: Üvegszobrok. Kortárs üvegművészet az Üvegpiramis Galériában. Elite, 2004/12., XXII–XXV.
- Mezősi E.: Kódok üvegkiállítás. Árkád Galéria, Budapest (kat., bev.), 2005.
- Wehner Tibor, Keszthelyi Ferencné: A Magyar Üvegművészet - 2005
- Fénytörésben,- portré - , - 2005
- F. Tóth Benedek: Egy törékeny világ maradandósága,-  portré - BMW Magazin - 2008
- Alaprajz: Könyvajánló, Üvegművészet az építészetben - 2010
- Urbán Ágnes: Ferenczy Noémi díjasok - 2011, MKISZ
- Octogon: Bemutatkozás a Klotild Palota felújításában való részvétel kapcsán- 2012
- MKISZ: Kortárs Magyar Üveg – 2012. Kiállítás – Győr, Napóleon Ház
- Magyar Iparművészet: Műterem-látogatás – 2015/4

A Ligetvári és Társai Építésziroda által a dabasi ravatalozóba készült Lélekmadár Üvegfal kapcsán:
1. Octogon –– Ravatalozó, Dabas - 2015. szeptember
2. Archdaily.com -  Funeral home in Dabas - 2015. szeptember
3. Architizer.com - –– L.Art’s Funeral Chapel forms a modern Ode to Life and Death - 2015. szeptember
4. Dezeen.com – L.Art Architectural Office adds white funeral chapel to cemetery – 2015. szeptember
5. Építészfórum.hu – Ravatalozó Dabason – 2015. szeptember

- MÜT - Magyar Üvegművész Katalógus – 2017.
- Magyar Iparművészet – Hátsó Borító – Antara Palace – 2019. április
- Magyar Hírlap - Várbelsőtől a domborított mesealakokig 2019. június – Pálffy Lajos
- Gyöngyösi Kalendárium - Művészet, kreativitás, elegancia - 2019- Nagy Emese Réka
- Ungarn 2.0 - Magyar Üvegművészek Társasága - Kiállítási katalógus - 2020. - Frauenau Glasmuseum
- Építészfórum - " Az üvegművészet megújulása a kortárs építészetben" 2020. szeptember
- Octogon Podcast - A Hazai üvegművészet genezise - képi megjelenés 2020. november

## Média
- Tilos Rádió – Megtervezett valóság – 2017.december 05.
- TREND FM – Kultúrpart – 2018. augusztus 08.
- Hétvégi Belépő – MTVA – 2018. Szeptember 05.
- Sláger FM – Sláger Téma - 2019. december 9.
- Térségi napló - Örömüveg - 2019. október